# 乐嘉路站
乐嘉路站是广州地铁14号线的在建车站，位于中国广东省广州市白云区机场路云城西路口北侧。

## 车站结构

### 车站楼层
本站共设有三层，总长246.7米，主体宽31.5米，深约22.8米。其中地面为车站各出入口，周边为机场路、机场高速高架桥、云城西路、远景路、民航学校小学部、白云区政务服务中心及邻近建筑；地下一层为站厅；地下二层为车站设备层；地下三层为14号线站台。
| 地下一层 | 站厅     | 售票機、客服中心、商店、警务室、安检设施 |          |          |
| 地下二层 | 设备层   | 车站设备                                 |          |          |
| 地下三层 | 侧式站台 | 侧式站台                                 | 侧式站台 | 侧式站台 |
|          | 2 站台   | █14号线 东风方向（下站：云霄路）         |          |          |
|          | 1 站台   | █14号线 东风方向（下站：云霄路）         |          |          |
|          | 侧式站台 |                                          |          |          |

### 站台
本站共设有两个侧式站台，位于机场路东侧的地底。
此外，本站月台北端设有一组交叉渡线，因本站作为14號線二期開通時的臨時終點站，故14號線便会通過該組存車線進行站前折返。此外，本站在建設時亦往南挖掘了約八百米的隧道並已鋪軌，路軌盡頭大致位於广州民航职业技术学院附近。该区间隧道的两段路轨将暫作存車線使用，需要時可用作臨時停放故障列車或備用列車。

## 历史

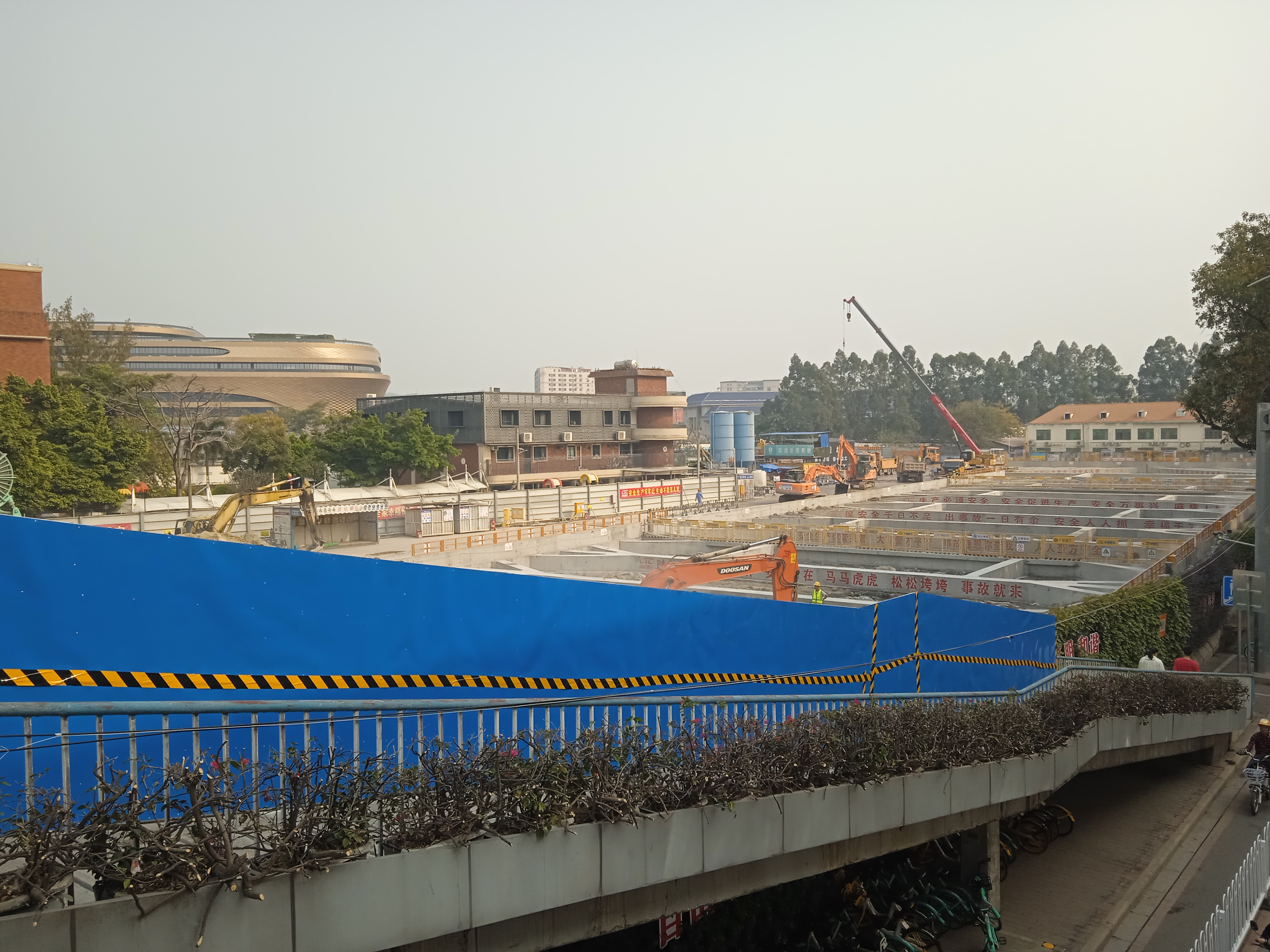
车站工地（2023年3月）

14号线二期原规划未设本站。后线路增加多个车站，本站便为其一，最终二期批复，本站因此落实兴建，车站在此期间被命名为乐嘉路站。2025年7月，广州市交通运输局公示14号线二期初定站名，本站维持现有名称。
本站最初方案为常规的地下二层岛式中间站。因14号线二期南端终点站广州火车站周边改造计划不稳定，本站在2018年初步设计阶段增加单渡线，使得二期开通初期可作为终点站折返；此后再调整设计，将岛式站台改为侧式站台，并将单渡线调整为交叉渡线。
车站所在地因涉及多个单位而导致征地进程缓慢；2021年4月，南航集团移交场地，施工单位得以进场施工。车站于2023年8月开始底板施工，2024年1月20日实现主体结构封顶，2025年6月30日完成“三权”移交。